# SF Express
SF Express (chinesisch 順豐速運 / 顺丰速运, Pinyin Shùnfēng Sùyùn, Jyutping Seon6fung1 Cuk1wan6), mit vollem Namen ShunFeng Express Express (Group) Co., Ltd. (順豐速運（集團）有限公司 / 顺丰速运（集团）有限公司), ist ein chinesisches Lieferdienst- und Logistikunternehmen mit Sitz in Shenzhen (Provinz Guangdong). Es ist der zweitgrößte Kurier in China und bietet nationale und internationale Expresslieferungen an. Mit SF Airlines betreibt es eine eigene Frachtfluggesellschaft, welche über eine Flotte von mehr als 60 Flugzeugen verfügt.
Die Muttergesellschaft von SF Express, die SF Holding, wird an der Shenzhen Stock Exchange gehandelt und ist Bestandteil des SZSE 100 Index.

## Geschichte
SF Express wurde 1993 eingeführt und bot zuerst Paketlieferungen zwischen Hongkong und der Provinz Guangdong ab. Der Gründer von SF Express war der Unternehmer Wang Wei. Es nutzte dabei eine rechtliche Grauzone aus, denn Lieferdienstleistungen waren bis dahin ein Monopol der Chinesischen Post.
Im Januar 2010 startete SF Airlines mit 41 Flugzeugen planmäßige Frachtdienste, um Dienste wie Lieferungen an einem Tag und am nächsten Morgen bereitzustellen.
Im Juli 2017 nutzte SF Express die Backdoor-Notierung, um den Handel an der Shenzhen Stock Exchange aufzunehmen, was einen Asset-Swap mit dem börsennotierten Unternehmen Maanshan Dintai Rare Earth & New Materials Co. beinhaltete. SF Express wurde am 12. Juni 2017 mit Wirkung zum ersten Handelstag als Bestandteil des SZSE 100 Index hinzugefügt.
Im Februar 2019 erwarb SF Express die Lieferkettenaktivitäten in China, Hongkong und Macau der Deutschen Post DHL.